# チェンチョ・ゲルツェン
チェンチョ・ゲルツェン（Chencho Gyeltshen、1996年5月10日 - ）は、ブータン出身のサッカー選手。ブータン代表。リーガ・インドネシア・スリウィジャヤ所属。ポジションはフォワード。

## 概要
プレースタイルから、「CG7」、「ブータンのロナウド」の愛称がある。
幼少期は運動神経の良さから格闘家も目指していた。

## 代表歴
2011年3月19日、ネパールとの親善試合でA代表デビューを果たした。尚この試合チームは敗れたものの、代表初得点も記録した。
2015年3月17日にホームで行われた2018 FIFAワールドカップ・アジア1次予選のスリランカ戦では先制点と勝越し点を挙げチームは勝利し、チームを2次予選へと導いた。
2018年3月現在、いずれも同国代表最多となる32キャップ10ゴールをマークしている。

### 代表での得点一覧
| #   | 日時           | 都市       | 会場                                 | 対戦相手       | 得点 | 結果 | 大会                                   |
| --- | -------------- | ---------- | ------------------------------------ | -------------- | ---- | ---- | -------------------------------------- |
| 1.  | 2011年3月19日  | ポカラ     | ポカラ・フットボール・スタジアム     | ネパール       | 1–2  | 1–2  | 親善試合                               |
| 2.  | 2011年12月7日  | デリー     | ジャワハルラール・ネルー・スタジアム | アフガニスタン | 1–4  | 1–8  | 南アジアサッカー選手権2011             |
| 3.  | 2013年9月4日   | カトマンズ | ダサラス・ランガシャラ・スタジアム   | モルディブ     | 2–1  | 2–8  | 南アジアサッカー選手権2013             |
| 4.  | 2015年3月17日  | ティンプー | チャンリミタン・スタジアム           | スリランカ     | 1–0  | 2–1  | 2018 FIFAワールドカップ・アジア1次予選 |
| 5.  | 2015年3月17日  | ティンプー | チャンリミタン・スタジアム           | スリランカ     | 2-1  | 2–1  | 2018 FIFAワールドカップ・アジア1次予選 |
| 6.  | 2015年10月8日  | ティンプー | チャンリミタン・スタジアム           | モルディブ     | 2–4  | 3–4  | 2018 FIFAワールドカップ・アジア2次予選 |
| 7.  | 2016年3月29日  | マレ       | ガロル国立競技場                     | モルディブ     | 1–2  | 1–2  | 2018 FIFAワールドカップ・アジア2次予選 |
| 8.  | 2016年10月10日 | ティンプー | チャンリミタン・スタジアム           | バングラデシュ | 2–0  | 3–1  | AFCアジアカップ2019・予選プレーオフII  |
| 9.  | 2016年10月10日 | ティンプー | チャンリミタン・スタジアム           | バングラデシュ | 3-1  | 3–1  | AFCアジアカップ2019・予選プレーオフII  |
| 10. | 2017年11月14日 | ティンプー | チャンリミタン・スタジアム           | オマーン       | 2–4  | 2–4  | AFCアジアカップ2019・3次予選           |